# 箕島大橋
箕島大橋（みしまおおはし）は、長崎県大村市と大村湾の沖合にある箕島（長崎空港）を結ぶ、長崎県道38号長崎空港線の道路橋（海上橋）である。建設当時の仮称は「大村空港大橋」であった。

## 概要
周囲7 kmほどの小島であった箕島を世界初の海上空港「長崎空港」として造成する中で同時並行で架けられ、箕島と本土が初めて結ばれた。全長970 m、片側1車線で歩道もある。
1990年（平成2年）9月、長崎市で開催された「'90長崎旅博覧会」に合わせ、エールフランスの超音速旅客機「コンコルド」が長崎空港に飛来した際、箕島大橋はコンコルドを一目見ようと歩いて渡る人や車であふれ、長崎空港の運営会社「長崎空港ビルディング」の職員によると「橋を渡りきるまで1時間以上かかった」という。
箕島大橋は空港を利用する車やバスの往来だけでなく、市民のランニングコースとしても親しまれている。